# Триурисовые
Триури́совые (лат. Triuridaceae) — семейство однодольных растений, включающее 7 родов и около 80 видов. Встречаются преимущественно в тропической зоне.

## Распространение
Представители семейства Триурисовые — это бесхлорофилльные мико-гетеротрофные травы, которые являются стандартными растениями для тенистых лесов в тропических районах Южной Америки и Центральной, Западной Африки, Мадагаскара, Сейшельских островов, Азии, а также Полинезии и Австралии. Представители семейства Триурисовые встречаются и за пределами тропической зоны, но только в Центральной Америке и в Японии. Виды данного семейства имеют сходный микотрофный образ жизни. Они встречаются на лесной подстилке и перегнойной почве, на гниющих стволах деревьев.

## Ботаническое описание
Большинство видов семейства Триурисовые представляют собой изящные растения с тонким прямостоячим, обычно простым волосовидным стеблем. Высота стебля — от 3 до 20 см, реже встречаются более высокие и крупные стебли. Среди семейства Триурисовые самыми маленькими и изящными являются виды андруриса (лат. Andruris).
Подземным органом растений семейства Триурисовые является короткое вертикальное или ползучее корневище, толщина которого составляет 0,5—1 мм. Корневище усажено чешуйками коричневого, белого или красноватого цвета. Из пазух чешуек отходят многочисленные корни. Клетки кончиков корней и их кора заполнены гифами гриба, которые осуществляют превращение органических остатков в усвояемые растениями вещества. Облигатная микориза характерна для растений данного семейства и является необходимым условием их существования.
Почти у всех представителей семейства соцветие — это кисть. Иногда она односторонняя или щитковидная, малоцветковая или многоцветковая. Каждый цветок находится в пазухе прицветника. Как правило, прицветник некрупный, но иногда, например, как у сциафилы щитковидной (Sciaphila corymbosa), прицветники бывают крупнее листьев. Листья мелкие, альтернативные, не чешуйчатые, сидячие.
Цветки у растений мелкие, актиноморфные и большей частью однополые. Растения однодомные (женские цветки находятся в нижней части соцветия, а мужские — вверху), реже двудомные. Иногда встречаются и обоеполые цветки. Часто мужские и женские цветки растений имеют различную величину. И у мужских и у женских цветков есть плоское дисковидное цветоложе, в женских цветках постепенно становящееся выпуклым. Околоцветник представителей семейства Триурисовые не дифференцирован на чашечку и венчик. Его сегменты в той или иной мере являются сросшимися. В цветках от 2 до 6 тычинок. Тычиночные нити короткие, иногда тычинки сидячие или погружённые в цветоложе.
Женские цветки растений семейства Триурисовые имеют от 6 до 50 свободных плодолистиков с терминальными, латеральными или почти базальными столбиками. Положение столбиков меняется по мере развития цветка. Столбики бывают нитевидными или булавовидными, гладкими или с папиллами по всей длине. Иногда встречаются столбики с кисточкой на верхушке. Плоды представляют собой толстостенные листовки, растрескивающиеся продольной щелью, или нераскрывающиеся. Семена с маленьким зародышем и обильным эндоспермом.

## Размножение
Происходит ли оплодотворение у растений семейства Триурисовые, неизвестно. У многих видов данного семейства развитие яйцеклетки происходит партеногенетически, несмотря на иногда наблюдающееся проникновение пыльцевых трубок в ткани столбика и семязачатка (Г. Вирц, 1910). По наблюдениям итальянского ботаника О. Беккари (1886—1890), распространению семян способствуют дождевые черви, которые становятся добычей птиц.

## Классификация
Согласно монографу семейства Г. Гизену (1938), триурисовые деляются на 2 трибы. Триба собственно триурисовых (Triurideae) включает 2 рода Нового Света — гексурис (Hexuris) с 2 видами и триурис (Triuris) с 1 видом. В трибу сциафиловых (Sciaphileae) входят 5 родов: сейшеллария (Seychellaria), гиалисма (Hyalisma), сциафила (Sciaphila), соридиум (Soridium) и андрурис (Andruris). Самым многочисленным родом в этой трибе является сциафила, более 50 видов которой встречаются в тропических лесах от Южной Америки до Африки, северного Таиланда и Юго-Восточной Азии. Большая часть её видов (около 40) сосредоточена в Азии.

## Палеонтология
Ископаемые цветки, очень похожие на цветки триурисовых, были найдены в верхнем мелу США и считаются древнейшей бесспорной находкой однодольных растений.

## Роды
- Andruris — Андрурис
- Hexuris — Гексурис
- Hyalisma — Гиалисма
- Kihansia Cheek
- Lacandonia — Лакандония
- Sciaphila — Сциафила
- Seychellaris — Сейшеллярия
- Soridium — Соридиум
- Triuris — Триурис